# Стариця (Тверська область)
Ста́риця (рос. Старица) — місто в Росії, адміністративний центр Старицького району Тверської області.
Місто розташоване на східній околиці Валдайської височини, пристань на Волзі, за 12 км від залізничної станції, за 65 км на південний захід від Твері.

## Історія

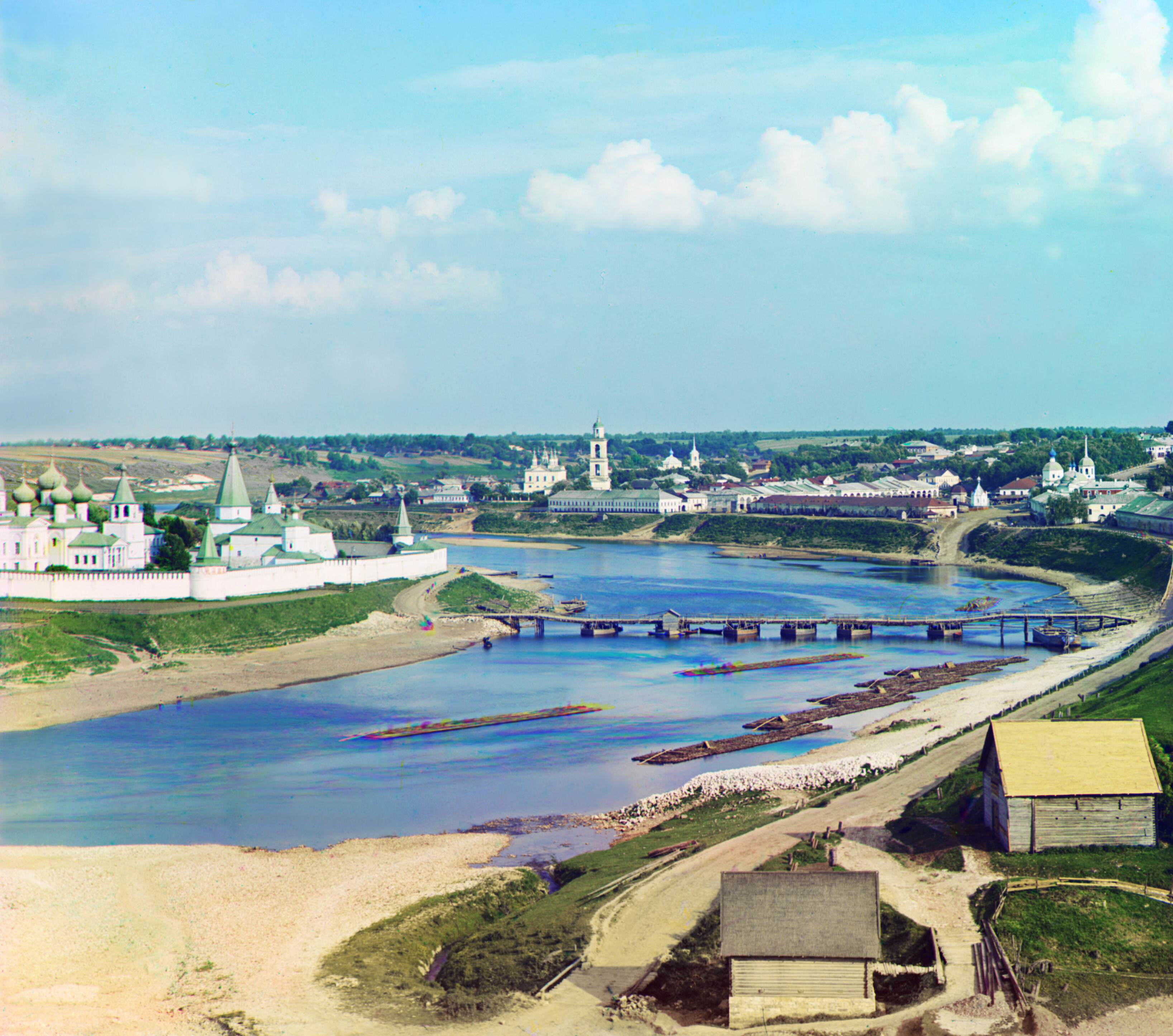
Вид міста у 1912 році

Засноване у 1297 тверським князем Михайлом Ярославичем як фортеця Новий город (також Городок на Стариці, Високий Городок, Новий Городок). З кінця XIV століття називається Стариця. Назва по розташуванню на річці Стариці.
Існує легенда, що на місці міста Стариці було місто Любим, яке було вщент розорено татарами в 1292 році. При закладенні міста Стариці на тому місці жила одна стара («стариця»), сховавшись в одній з печер, від якої місто і отримало свою назву. Переказ не суперечить ходу історичних подій, але відсутня документальна згадка про місто Любим.
У 1485 році у складі Тверського князівства приєднане до Великого князівства Московського. У 1519—1567 роках було у складі Старицького князівства.
У XVIII—XIX століттях — велика пристань на водному шляху в Санкт-Петербург. У Стариці вівся видобуток вапняку.
У 1963 році відкрито арочний Старицький міст через Волгу.

## Пам'ятки архітектури

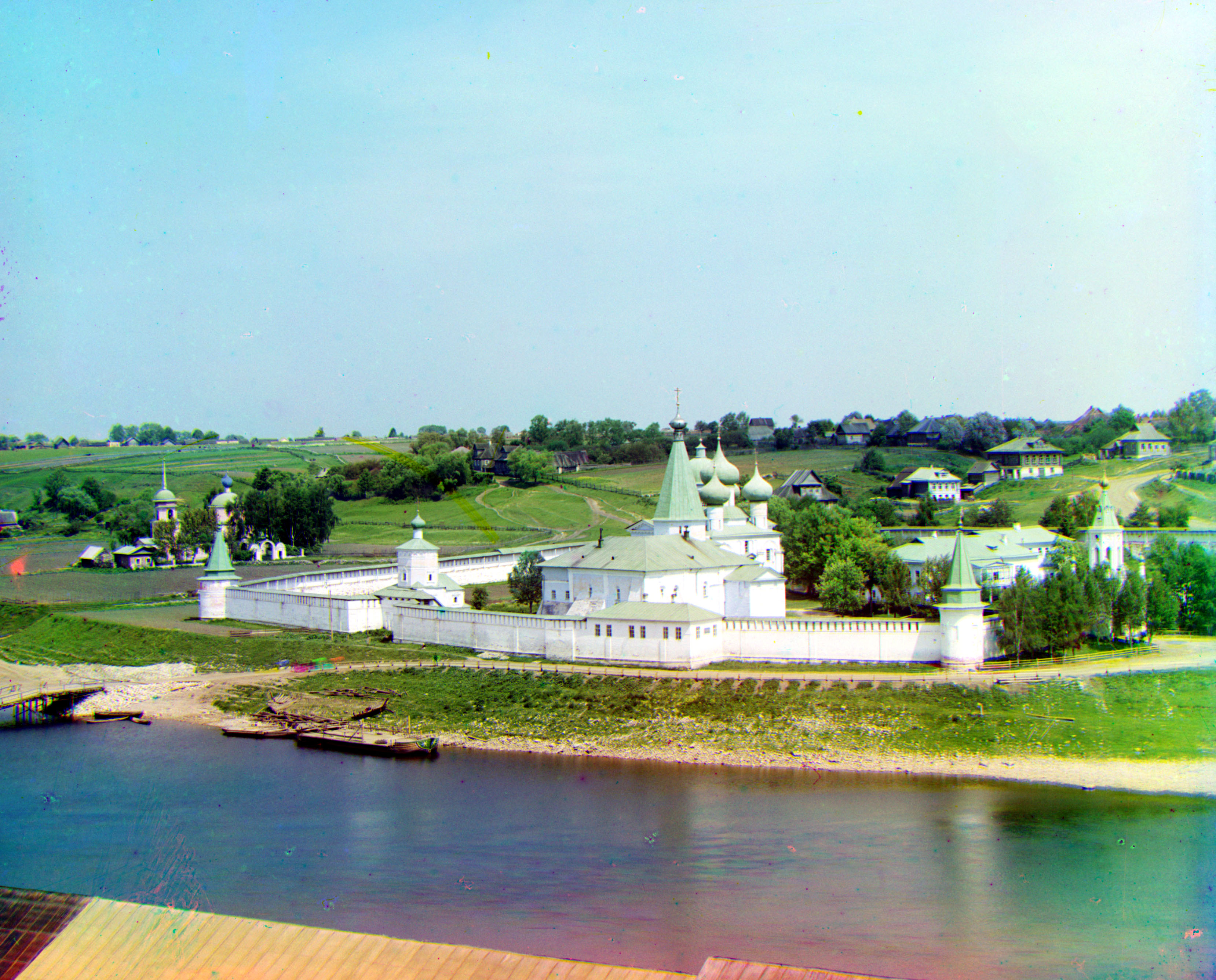
Свято-Успенський монастир у 1910 році, фото С. М. Прокудіна-Горського

- Комплекс Свято-Успенського монастиря (заснований у XII ст.) з Успенським (1530) і Троїцьким собором, церквами Введенською (1570; у ній розміщено архітектурно-художній та археологічний музей) та Іоанна Богослова (1594).

- Церква Параскеви П'ятниці (1750).
- Борисоглібський собор (1808—1820).
- Спаська церква-дзвіниця (1827).
- Церква Іллі Пророка (1807).
- Церква Преображення Господнього (1843).
- Білокам'яні кузні (1792).
- Будинок купця Філіппова.
- Вапнякові печери.

## Відомі старичани
- Захаров Матвій — військовий і політичний діяч СРСР, начальник Генерального штабу Збройних сил СРСР (1960—1963 та 1964—1971), маршал Радянського Союзу (1959), двічі Герой Радянського Союзу, Герой ЧССР, депутат Верховної Ради СРСР (4—8 скликання).
- Корнілов Володимир — російський флотоводець, віце-адмірал, герой Кримської війни, перший організатор оборони Севастополя.
- Савосін Геннадій — український політик. Народний депутат України V скликання.
- Сабакін Лев — російський механік винахідник, конструктор годинників, колезький асесор. Член вільного економічного товариства. Нагороджений орденом Святого Володимира IV ступеня.
- Тутолмін Тимофій — московський військовий губернатор і головнокомандувач у Москві і губернії по громадянській частині. Кавалер ордена святого Георгія 4-го класу.